# Championnats du monde d'aviron 2013
Navigation
Plovdiv 2012 Amsterdam 2014
Les championnats du monde d'aviron 2013 se déroulent sur le lac Tangeum de Chungju en Corée du Sud, du 25 août au 1er septembre 2013.
Les championnats du monde annuels organisés par la Fédération internationale des sociétés d'aviron (FISA) se tiennent généralement à la fin de l'été dans l'hémisphère nord. En année non-olympique, les championnats du monde constituent l'événement le plus important de la saison internationale.

## Podiums

### Hommes
| Épreuves                           | Or | Or            | Argent | Argent        | Bronze | Bronze        |
| ---------------------------------- | --- | ------------- | --- | ------------- | --- | ------------- |
| Skiff M1x                          | Tchéquie Ondřej Synek | 6 min 45 s 25 | Cuba Ángel Fournier | 6 min 48 s 91 | Allemagne Marcel Hacker | 6 min 49 s 39 |
| Skiff poids légers LM1x            | Danemark Henrik Stephansen | 7 min 11 s 13 | France Jérémie Azou | 7 min 12 s 94 | Hongrie Péter Galambos | 7 min 14 s 38 |
| Deux de couple M2x                 | Norvège Nils Jakob Hoff Kjetil Borch | 6 min 9 s 51  | Lituanie Rolandas Maščinskas Saulius Ritter | 6 min 10 s 87 | Italie Francesco Fossi Romano Battisti | 6 min 12 s 54 |
| Deux de pointe M2−                 | Nouvelle-Zélande Eric Murray Hamish Bond | 6 min 34 s 98 | France Germain Chardin Dorian Mortelette | 6 min 41 s 74 | Pays-Bas Rogier Blink Mitchel Steenman | 6 min 45 s 67 |
| Deux de pointe avec barreur M2+    | Italie Luca Parlato Vincenzo Abbagnale Enrico D'Aniello                                                                                                  | 7 min 9 s 15  | Allemagne Paul Schröter Bastian Bechler Jonas Wiesen                                                                                              | 7 min 12 s 34 | France Matthieu Moinaux Laurent Cadot Benjamin Manceau                                                                                       | 7 min 13 s 50 |
| Deux de couple poids légers LM2x   | Norvège Kristoffer Brun Are Strandli | 6 min 36 s 04 | Suisse Simon Schürch Mario Gyr | 6 min 37 s 11 | Royaume-Uni Richard Chambers Peter Chambers                                                                                                  | 6 min 38 s 04 |
| Deux de pointe poids légers LM2−   | Suisse Simon Niepmann Lucas Tramer | 6 min 49 s 85 | Italie Elia Luini Martino Goretti | 6 min 51 s 48 | Royaume-Uni Sam Scrimgeour Mark Aldred | 6 min 52 s 08 |
| Quatre de couple M4x               | Croatie David Šain Martin Sinković Damir Martin Valent Sinković                                                                                          | 5 min 53 s 57 | Allemagne Karl Schulze Paul Heinrich Lauritz Schoof Tim Grohmann                                                                                  | 5 min 54 s 39 | Royaume-Uni Graeme Thomas Sam Townsend Charles Cousins Peter Lambert                                                                         | 5 min 54 s 78 |
| Quatre de pointe M4−               | Pays-Bas Boaz Meylink Kaj Hendriks Mechiel Versluis Robert Luecken                                                                                       | 6 min 13 s 95 | Australie Will Lockwood Alexander Lloyd Spencer Turrin Joshua Dunkley-Smith                                                                       | 6 min 14 s 58 | États-Unis Grant James Seth Weil Henrik Rummel Michael Gennaro                                                                               | 6 min 15 s 46 |
| Quatre de couple poids légers LM4x | Grèce Georgios Konsolas Spyridon Giannaros Panayótis Magdanís Eleftherios Konsolas                                                                       | 6 min 3 s 44  | Allemagne Moritz Moos Julius Peschel Jonas Schützeberg Jason Osborne                                                                              | 6 min 5 s 55  | Italie Paolo Ghidini Matteo Mulas Andrea Cereda Francesco Rigon                                                                              | 6 min 7 s 19  |
| Quatre de pointe poids légers LM4- | Danemark Kasper Winther Jørgensen Jacob Larsen Jacob Barsøe Morten Jørgensen                                                                             | 5 min 55 s 68 | Nouvelle-Zélande James Hunter James Lassche Peter Taylor Curtis Rapley                                                                            | 5 min 57 s 28 | Royaume-Uni Adam Freeman-Pask William Fletcher Jonathan Clegg Chris Bartley                                                                  | 5 min 59 s 98 |
| Huit M8+                           | Royaume-Uni Daniel Ritchie Tom Ransley Alex Gregory Pete Reed Mohamed Sbihi Andrew Triggs Hodge George Nash William Satch Phelan Hill                    | 5 min 30 s 35 | Allemagne Hannes Ocik Maximilian Munski Eric Johannesen Maximilian Reinelt Anton Braun Felix Drahotta Richard Schmidt Kristof Wilke Martin Sauer  | 5 min 30 s 89 | États-Unis Ian Silveira Ross James Nareg Guregian Ambrose Puttmann Austin Hack Stephen Kasprzyk Thomas Dethlefs Thomas Peszek Zachary Vlahos | 5 min 33 s 92 |
| Huit poids légers LM8+             | Italie Simone Molteni Catello Amarante II Alin Zaharia Leone Barbaro Stefano Oppo Vincenzo Serpico Francesco Schisano Paolo Di Girolamo Enrico D'Aniello | 6 min 2 s 27  | Australie John Price Timothy McDonnell Timothy Widdicombe Alister Foot Blair Tunevitsch Darryn Purcell Nicholas Silcox Simon Nola Timothy Webster | 6 min 6 s 51  | États-Unis David Morgenstern Bryan Pape Tobin McGee Brendan Mulvey Dorian Weber Joshua Getz Peter Gibson Sean Gibel Michael Hwang            | 6 min 10 s 20 |

### Femmes
| Épreuves                           | Or | Or            | Argent | Argent        | Bronze | Bronze        |
| ---------------------------------- | --- | ------------- | --- | ------------- | --- | ------------- |
| Skiff W1x                          | Australie Kim Crow | 7 min 31 s 34 | Nouvelle-Zélande Emma Twigg | 7 min 33 s 57 | Tchéquie Miroslava Knapková | 7 min 36 s 88 |
| Skiff poids légers LW1x            | Autriche Michaela Taupe-Traer | 7 min 50 s 62 | Grèce Aikaterini Nikolaidou | 7 min 53 s 23 | Royaume-Uni Ruth Walczak | 7 min 54 s 12 |
| Deux de couple W2x                 | Lituanie Donata Vištartaitė Milda Valčiukaitė                                                                                                   | 6 min 51 s 82 | Nouvelle-Zélande Fiona Bourke Zoe Stevenson | 6 min 51 s 86 | Biélorussie Ekaterina Karsten Yuliya Bichyk                                                                                              | 6.55.90       |
| Deux de pointe W2−                 | Royaume-Uni Helen Glover Polly Swann | 7 min 22 s 82 | Roumanie Roxana Cogianu Nicoleta Albu | 7 min 25 s 75 | Nouvelle-Zélande Kayla Pratt Rebecca Scown                                                                                               | 7.27.58       |
| Deux de couple poids légers LW2x   | Italie Laura Milani Elisabetta Sancassani | 7 min 17 s 31 | États-Unis Kristin Hedstrom Kathleen Bertko | 7 min 20 s 73 | Allemagne Lena Müller Anja Noske | 7 min 22 s 24 |
| Quatre de couple W4x               | Allemagne Annekatrin Thiele Carina Bär Julia Richter Britta Oppelt                                                                              | 6 min 41 s 86 | Canada Emily Cameron Katharine Goodfellow Carling Zeeman Antje von Seydlitz-Kurzbach                                                                | 6 min 45 s 02 | Pologne Sylwia Lewandowska Joanna Leszczynska Magdalena Fularczyk Natalia Madaj                                                          | 6 min 46 s 27 |
| Quatre de pointe W4−               | États-Unis Emily Huelskamp Olivia Coffey Tessa Gobbo Felice Mueller                                                                             | 6 min 43 s 15 | Canada Sarah Black Christine Roper Natalie Mastracci Cristy Nurse                                                                                   | 6 min 47 s 62 | Australie Hannah Vermeersch Alexandra Hagan Charlotte Sutherland Lucy Stephan                                                            | 6 min 49 s 26 |
| Quatre de couple poids légers LW4x | Pays-Bas Mirte Kraaijkamp Maaike Head Rianne Sigmond Marie-Anne Frenken                                                                         | 6 min 49 s 80 | États-Unis Rachel Stortvedt Hillary Saeger Helen Tompkins Nancy Miles                                                                               | 6 min 54 s 22 | Italie Greta Masserano Enrica Marasca Giulia Pollini Eleonora Trivella                                                                   | 6 min 57 s 06 |
| Huit W8+                           | États-Unis Amanda Polk Kerry Simmonds Emily Regan Lauren Schmetterling Grace Luczak Meghan Musnicki Victoria Opitz Caroline Lind Katelin Snyder | 6 min 02 s 14 | Roumanie Cristina Ilie Ionelia Zaharia Cristina Grigoras Ioana Craciun Camelia Lupascu Andreea Boghian Roxana Cogianu Nicoleta Albu Daniela Druncea | 6 min 07 s 04 | Canada Lisa Roman Jennifer Martins Carolyn Ganes Susanne Grainger Sarah Black Christine Roper Natalie Mastracci Cristy Nurse Kristen Kit | 6 min 09 s 34 |

### Paralympique
| Épreuves | Or                                                                      | Or            | Argent                                                                                 | Argent        | Bronze                                                                                  | Bronze        |
| -------- | ----------------------------------------------------------------------- | ------------- | -------------------------------------------------------------------------------------- | ------------- | --------------------------------------------------------------------------------------- | ------------- |
| ASM1x    | Australie Erik Horrie                                                   | 4 min 35 s 98 | Ukraine Igor Bondar                                                                    | 4 min 42 s 62 | Russie Alexey Chuvashev                                                                 | 4 min 44 s 15 |
| ASW1x    | Russie Natalia Bolshakova                                               | 5 min 13 s 95 | Norvège Birgit Skarstein                                                               | 5 min 18 s 79 | Brésil Claudia Santos                                                                   | 5 min 29 s 82 |
| TAMix2x  | Australie Gavin Bellis Kathryn Ross                                     | 3 min 58 s 00 | France Perle Bouge Stéphane Tardieu                                                    | 3 min 59 s 93 | Ukraine Iryna Kyrychenko Dmytro Ivanov                                                  | 4 min 03 s 34 |
| LTAMix2x | Ukraine Kateryna Morozova Dmytro Aleksieiev                             | 3 min 27 s 98 | Allemagne Dmytro Molkenthin Marcus Klemp                                               | 3 min 34 s 48 | États-Unis Paul Hurley Natalie McCarthy                                                 | 4 min 08 s 59 |
| LTAMix4+ | Royaume-Uni Pam Relph Naomi Riches Oliver Hester James Fox Oliver James | 3 min 16 s 12 | Italie Paola Protopapa Lucilla Aglioti Tommaso Schettino Omar Airolo Giuseppe Di Capua | 3 min 21 s 70 | Afrique du Sud Shannon Murray Lucy Perold Dieter Rosslee Gavin Kilpatrick Willie Morgan | 3 min 22 s 90 |

## Tableau des médailles par pays
| Rang  | Nation | Or | Argent | Bronze | Total |
| ----- | ------ | -- | ------ | ------ | ----- |
| 1     | ITA    | 3  | 2      | 3      | 8     |
| 2     | AUS    | 3  | 2      | 1      | 6     |
| 3     | GBR    | 3  | 0      | 5      | 8     |
| 4     | USA    | 2  | 2      | 4      | 8     |
| 5     | NOR    | 2  | 1      | 0      | 3     |
| 6     | NED    | 2  | 0      | 1      | 3     |
| 7     | DEN    | 2  | 0      | 0      | 2     |
| 8     | GER    | 1  | 5      | 2      | 8     |
| 9     | NZL    | 1  | 3      | 1      | 5     |
| 10    | UKR    | 1  | 1      | 1      | 3     |
| 11    | GRE    | 1  | 1      | 0      | 2     |
| 11    | LTU    | 1  | 1      | 0      | 2     |
| 11    | SUI    | 1  | 1      | 0      | 2     |
| 14    | CZE    | 1  | 0      | 1      | 2     |
| 14    | RUS    | 1  | 0      | 1      | 2     |
| 16    | AUT    | 1  | 0      | 0      | 1     |
| 16    | CRO    | 1  | 0      | 0      | 1     |
| 18    | FRA    | 0  | 3      | 1      | 4     |
| 19    | CAN    | 0  | 2      | 1      | 3     |
| 20    | ROU    | 0  | 2      | 0      | 2     |
| 21    | CUB    | 0  | 1      | 0      | 1     |
| 22    | BLR    | 0  | 0      | 1      | 1     |
| 22    | BRA    | 0  | 0      | 1      | 1     |
| 22    | HUN    | 0  | 0      | 1      | 1     |
| 22    | POL    | 0  | 0      | 1      | 1     |
| 22    | RSA    | 0  | 0      | 1      | 1     |
| Total | Total  | 27 | 27     | 27     | 81    |